# Тишинка (приток Шелони)
Тишинка — река в России, протекает по Дедовичскому и Порховскому районам Псковской области. Исток реки находится у деревни Мокрово. Река течёт преимущественно на север и впадает в Шелонь слева в 153 км от устья напротив деревни Федотино. Длина реки составляет 23 км, площадь водосборного бассейна 105 км².
Основные притоки (все левые): Кузьма, Нивковский, ручей Тишинка, Валышевка.
По берегам реки стоят деревни: Сивичино, Харлово и Тишинка Вязьевской волости Дедовичского района; Тишенка и Великуши Логвинской волости Порховского района.

## Данные водного реестра
По данным государственного водного реестра России относится к Балтийскому бассейновому округу, водохозяйственный участок реки — Шелонь, речной подбассейн реки — Волхов. Относится к речному бассейну реки Нева (включая бассейны рек Онежского и Ладожского озера).
Код объекта в государственном водном реестре — 01040200412102000024458.